# Armons e lo Cau
Armons e lo Cau (en francès Armous-et-Cau) és un municipi francès situat al departament del Gers i a la regió d'Occitània.

## Geografia

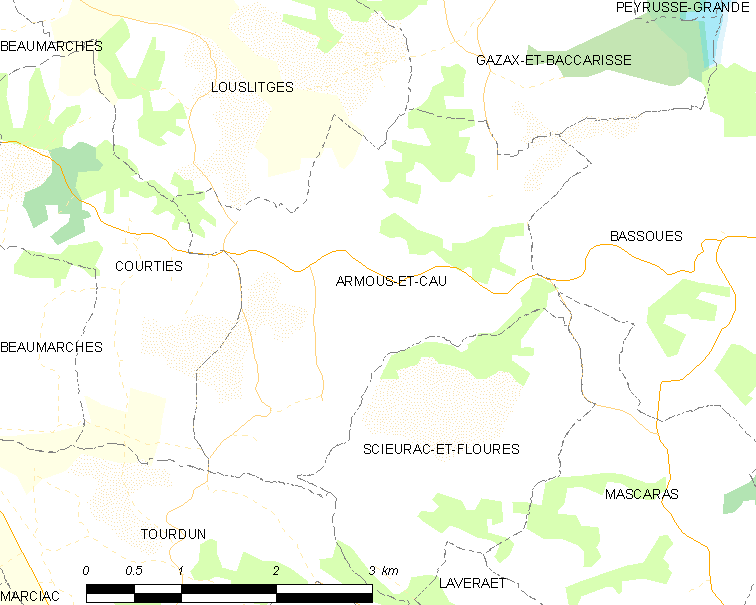
Mapa de la comuna de Armons e lo Cau

## Administració i política

### Alcaldes
| Període | Identitat          | Partit        |
| ------- | ------------------ | ------------- |
| 2001-   | Jean-Paul Doubrère | Divers droite |

## Demografia
| 1962                                       | 1968 | 1975 | 1982 | 1990 | 1999 | 2006 |
| ------------------------------------------ | ---- | ---- | ---- | ---- | ---- | ---- |
| 108                                        | 117  | 104  | 81   | 82   | 90   | 96   |
| Des de 1962: població sense dobles comptes |      |      |      |      |      |      |